# Кубок европейских чемпионов по волейболу среди женщин 1980/1981
21-й розыгрыш Кубка европейских чемпионов по волейболу среди женщин проходил с 1 ноября 1980 по 15 февраля 1981 года с участием 22 клубных команд стран-членов Европейской конфедерации волейбола (ЕКВ). Финальный этап был проведён в Шане (Лихтенштейн). Победителем турнира впервые в своей истории стала команда «Уралочка» (Свердловск, СССР).

## Команды-участницы
| Страна       | Команда                            |                                         |
| ------------ | ---------------------------------- | --------------------------------------- |
| Австрия      | «Блау-Гельб» (Вена)                | Чемпион Австрии 1980                    |
| Албания      | «Динамо» (Тирана)                  | Чемпион Албании 1980                    |
| Бельгия      | «Хермес» (Остенде)                 | Чемпион Бельгии 1980                    |
| Болгария     | «Левски-Спартак» (София)           | Чемпион Болгарии 1980                   |
| Венгрия      | НИМ ШЕ (Будапешт)                  | 2-й призёр чемпионата Венгрии 1980      |
| ГДР          | «Трактор» (Шверин)                 | Чемпион ГДР 1980                        |
| Дания        | «КФУМ Хельсингёр» (Хельсингёр)     | Чемпион Дании 1980                      |
| Израиль      | «Хапоэль» (Мерхавия)               | Чемпион Израиля 1980                    |
| Испания      | «Корнелья» (Корнелья-де-Льобрегат) | Чемпион Испании 1980                    |
| Италия       | «Алидея» (Катания)                 | Чемпион Италии 1980                     |
| Нидерланды   | «Принс» (Доккюм)                   | Чемпион Нидерландов 1980                |
| Польша       | «Пломень Миловице» (Сосновец)      | Чемпион Польши 1980                     |
| Португалия   | «Лейшойнш» (Матозиньюш)            | Чемпион Португалии 1980                 |
| СССР         | «Уралочка» (Свердловск)            | Чемпион СССР 1980                       |
| Турция       | «Эджзаджибаши» (Стамбул)           | Чемпион Турции 1980                     |
| Финляндия    | «Кархулан Вейкот» (Котка)          | Чемпион Финляндии 1980                  |
| Франция      | АСУЛ (Лион)                        | Чемпион Франции 1980                    |
| ФРГ          | «УСК Мюнстер» (Мюнстер)            | Чемпион ФРГ 1980                        |
| Чехословакия | «Руда Гвезда» (Прага)              | Чемпион Чехословакии 1980               |
| Чехословакия | «Слован» (Братислава)              | 2-й призёр чемпионата Чехословакии 1980 |
| Швейцария    | «Уни» (Базель)                     | Чемпион Швейцарии 1980                  |
| Югославия    | «Раднички» (Белград)               | Чемпион Югославии 1980                  |

## Система проведения розыгрыша
В турнире принимали участие 22 команды из 21 страны-члена ЕКВ (20 чемпионов своих стран и серебряные призёры чемпионатов Чехословакии 1980 «Славия» Братислава и Венгрии 1980 НИМ-ШЕ). Соревнования состояли из 1-го раунда, 1/8 и 1/4 финалов плей-офф и финального этапа.
Финальный этап состоял из однокругового турнира с участием четырёх победителей четвертьфинальных пар.

## 1-й раунд
1—9.11.1980
 «Корнелья» (Корнелья-де-Льобрегат) —  «Славия» (Братислава)
1 ноября. 0:3 (2:15, 4:15, 3:15).
2 ноября. 0:3 (3:15, 2:15, 0:15).
 «Уни» (Базель) —  «Кархулан Вейкот» (Котка)
1 ноября. 3:0 (15:11, 15:9, 15:5).
8 ноября. 3:2 (14:16, 15:8, 8:15, 15:10, 15:8).
 «Принс» (Доккюм) —  «КФУМ Хельсингёр»
2 ноября. 3:0 (15:2, 15:13, 15:1).
8 ноября. 3:1 (15:13, 15:12, 9:15, 15:11).
 «Хермес» (Остенде) —  «Блау-Гельб» (Вена)
2 ноября. 3:0 (15:7, 15:10, 15:13).
9 ноября. 3:0 (15:7, 15:9, 15:9).
 «Хапоэль» (Мерхавия) —  «Руда Гвезда» (Прага)
1:3.
0:3.
 «Раднички» (Белград) —  «Лейшойнш» (Матозиньюш)
2 ноября. 3:0.
8 ноября. 3:0 (15:9, 15:4, 15:9).
От участия в 1-м раунде освобождены:
| «Уралочка» (Свердловск) НИМ ШЕ (Будапешт) «Трактор» (Шверин) «Левски-Спартак» (София) «Пломень Миловице» (Сосновец) | «УСК Мюнстер» (Мюнстер) АСУЛ (Лион) «Алидея» (Катания) «Эджзаджибаши» (Стамбул) «Динамо» (Тирана) |

## 1/8 финала
13—21.12.1980
 «Уралочка» (Свердловск) —  «Эджзаджибаши» (Стамбул)
14 декабря. 3:0 (15:2, 15:9, 15:2).
16 декабря. 3:0 (15:5, 16:14, 15:4). Оба матча сыграны в Стамбуле.
 «Раднички» (Белград) —  «Принс» (Доккюм)
14 декабря. 3:1 (7:15, 15:7, 15:9, 17:15).
21 декабря. 0:3 (8:15, 6:15, 12:15).
 «Левски-Спартак» (София) —  «УСК Мюнстер» (Мюнстер)
14 декабря. 3:0 (15:12, 15:7, 15:11).
21 декабря. 1:3 (16:14. 13:15, 4:15. 5:15).
 «Руда Гвезда» (Прага) —  «Хермес» (Остенде)
14 декабря. 3:0 (15:3, 15:8, 15:11).
21 декабря. 3:0 (15:0, 15:6, 15:13).
 «Трактор» (Шверин) —  НИМ ШЕ (Будапешт)
13 декабря. 3:1.
20 декабря. 3:1 (15:11, 10:15, 15:9, 15:4).
 «Динамо» (Тирана) —  «Уни» (Базель)
13 декабря. 3:0 (15:7, 15:5, 15:11).
20 декабря. 3:0 (15:5, 15:6, 15:2).
 «Пломень Миловице» (Сосновец) —  АСУЛ (Лион)
13 декабря. 3:0.
20 декабря. 3:0 (15:6, 15:7, 15:5).
 «Славия» (Братислава) —  «Алидея» (Катания)
14 декабря. 3:0 (15:2, 15:9, 15:3).
21 декабря. 3:0 (15:8, 15:13, 15:5).

## Четвертьфинал
10—18.01.1981
 «Уралочка» (Свердловск) —  «Принс» (Доккюм)
10 января. 3:0 (15:4, 15:8, 15:4).
17 января. 3:1 (15:4, 5:15, 15:8, 15:5).
 «Левски-Спартак» (София) —  «Руда Гвезда» (Прага)
10 января. 3:0 (15:3, 16:14, 15:8).
17 января. 3:2 (1:15, 15:9, 11:15, 15:7, 15:5).
 «Пломень Миловице» (Сосновец) —  «Славия» (Братислава)
10 января. 3:0 (15:11, 15:11, 16:14).
17 января. 0:3 (7:15, 13:15, 11:15). Общий счёт игровых очков по сумме двух матчей 77:81.
 «Динамо» (Тирана) —  «Трактор» (Шверин)
10 января. 2:3 (15:9, 11:15, 10:15, 15:6, 6:15).
18 января. 0:3 (5:15, 5:15, 3:15).

## Финальный этап
13—15 февраля 1981.  Шан.
Участники:
 «Уралочка» (Свердловск)

 «Левски-Спартак» (София)

 «Трактор» (Шверин)

 «Славия» (Братислава)
Команды-участницы провели однокруговой турнир, по результатам которого определена итоговая расстановка мест.

### Результаты
| М | Команда                  | 1   | 2   | 3   | 4   | И | В | П | С/П | О |
| - | ------------------------ | --- | --- | --- | --- | - | - | - | --- | - |
| 1 | «Уралочка» (Свердловск)  |     | 3:1 | 3:1 | 3:2 | 3 | 3 | 0 | 9:4 | 6 |
| 2 | «Левски-Спартак» (София) | 1:3 |     | 3:0 | 3:0 | 3 | 2 | 1 | 7:3 | 5 |
| 3 | «Трактор» (Шверин)       | 1:3 | 0:3 |     | 3:2 | 3 | 1 | 2 | 4:8 | 4 |
| 4 | «Славия» (Братислава)    | 2:3 | 0:3 | 2:3 |     | 3 | 0 | 3 | 4:9 | 3 |

13 февраля
 «Трактор» —  «Славия»
3:2 (13:15, 15:10, 12:15, 15:11, 15:10)
 «Уралочка» —  «Левски-Спартак»
3:1 (15:10, 12:15, 15:5, 15:4)
14 февраля
 «Уралочка» —  «Славия»
3:2 (15:10, 11:15, 15:1, 6:15, 15:6)
 «Левски-Спартак» —  «Трактор»
3:0.
15 февраля
 «Уралочка» —  «Трактор»
3:1 (6:15, 15:3, 15:6, 15:6)
 «Левски-Спартак» —  «Славия»
3:0 (15:4, 15:10, 16:14)

### Итоги

#### Положение команд
| «Уралочка» (Свердловск)  |
| «Левски-Спартак» (София) |
| «Трактор» (Шверин)       |
| 4. «Славия» (Братислава) |

 «Уралочка» (Свердловск): Елена Андреюк, Елена Ахаминова, Елена Волкова, Светлана Кунышева, Лидия Логинова, Ирина Макогонова, Надежда Орлова, Надежда Радзевич, Наталья Разумова, И.Рыбкина, Ольга Соловова, Ольга Шардакова. Тренер — Николай Карполь.